# تحليل المفساح الريبوسومي بين الجينات
تحليل المفساح بين الجينات للرَّنا الرِّيباسِيّ (rRNA) هو طريقة للتحليل الاجتماعي الميكروبي الذي يقدم وسائل المقارنة بين البيئات المختلفة أو التأثيرات العلاجية بدون الانحياز للمناهج المعتمدة على الثقافة. ويُشار إلى هذا النوع من التحليل غالبًا بالبصم الاجتماعي. ويتضمن تحليل المفساح بين الجينات للرَّنا الرِّيباسِيّ تضخيم تفاعل البوليميراز المتسلسل لناحية جين الرَّنا الرِّيباسِيّ بين الوحيديات الصغيرة (16S) والكبيرة (23S) والتي يطلق عليها اسم ناحية المفساح بين الجينات (ISR).
وباستخدام المشرعات قَليلة النُّوكليوتيد التي تستهدف النواحي المحمية في الجينات 16S و23S، فإن تحليل المفساح بين الجينات للرَّنا الرِّيباسِيّ يمكن أن يتم إنشاؤه من أغلب البكتيريا المهيمنة الموجودة في العينة البيئية. وفي حالة ما إن تخدم أغلبية مشاغل تحليل المفساح بين الجينات للرَّنا الرِّيباسِيّ الوظيفة البنائية، فإن أقسام الناحية بين الجينية 16S-23S يمكن أن تسجل الرَّنا الرِّيباسِيّ الناقل اعتمادًا على الأنواع البكتيرية. ومن ناحية أخرى، فإن القيمة التصنيفية للناحية المفساح بين الجينات تقع في تَغايُرِيَّة المهمة في التسلسل الطولي والنُوكْلِيُوتيد. وفي تحليل المفساح بين الجينات للرَّنا الرِّيباسِيّ، فقد حاولنا استثمار التَغايُرِيَّة الطولية لناحية المفساح بين الجينات والذي أظهر معدلًا يتراوح ما بين 150 و1500 درجة مع أغلبية ناحية المفساح بين الجينات بأطوال تتراوح ما بين 150 و500 درجة.
كما يعد منتج تفاعل البوليميراز المتسلسل عبارة عن خليط من الشُدْفَات المشتركة في الأعضاء الاجتماعية المهيمنة العديدة. ويتم تحريك هذا المنتج كهربيًا في هلامة بولي أكريلاميد، ومن ثم يظهر الحمض النووي بعد التلوين. وتعد النتيجة عبارة عن نموذج اِسْتِشْرَاط معقد يقدم مرتسمًا مجتمعيًا خاصًا مع كل شريط للحمض النووي المتوافق مع الجمهرة الجرثومية على التجميع الأصلي.